# 康納·歐布萊恩 (摔角手)

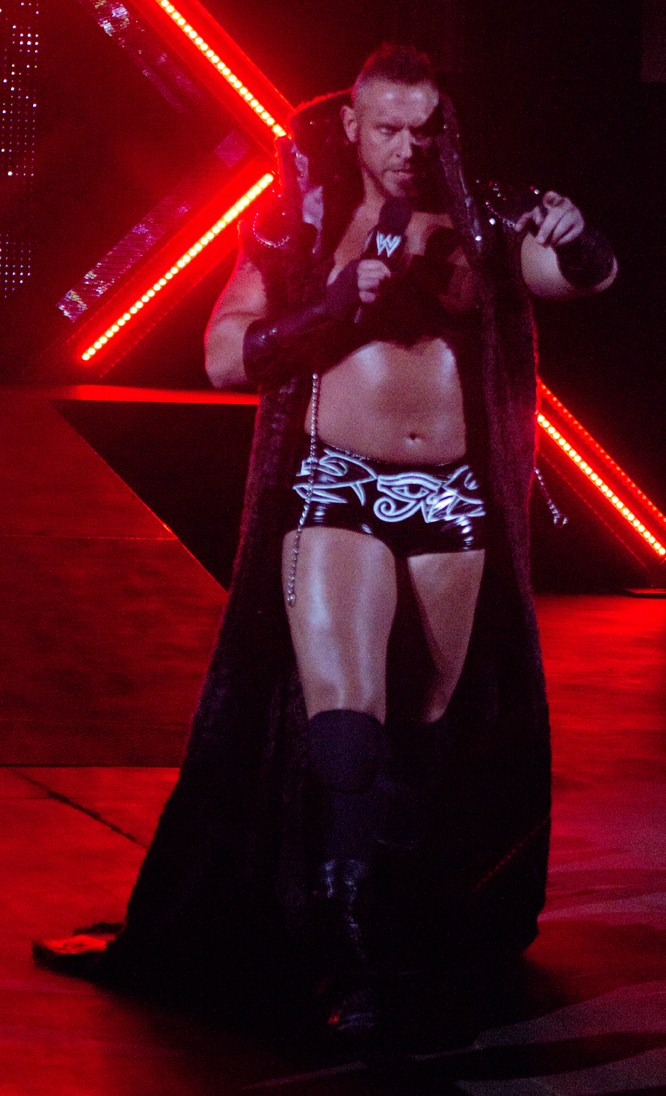
康納·歐布萊恩

康納·歐布萊恩（英語：Conor O'Brian，較為人知的名字是Konnor, 1980年2月6日—），本名萊恩·帕梅特（英語：Ryan Parmeter），是世界摔角娛樂旗下職業摔角選手，並在世界摔角娛樂節目WWE NXT中亮相。康納·歐布萊恩曾於2013年，與瑞克·維克托(英語：Rick Victor, 較為人知的名字是Viktor, 1980年12月4日—) 組成的「The Ascension」雙人組，一起贏得NXT雙打冠軍，並且至今仍是最長冠軍紀錄保持隊伍。
1. ↑  Dilbert, Ryan. . Bleacher Report. "2013-06-12"  [2024-08-27]. （原始内容存档于2024-08-27） （英语）.
2. ↑  Coyle-Simmons, Patrick. . TheSportster. 2022-12-13  [2024-08-28] （英语）.